# Sarsma-Kloster
Koordinaten: 41° 40′ 47,1″ N, 42° 39′ 13,8″ O

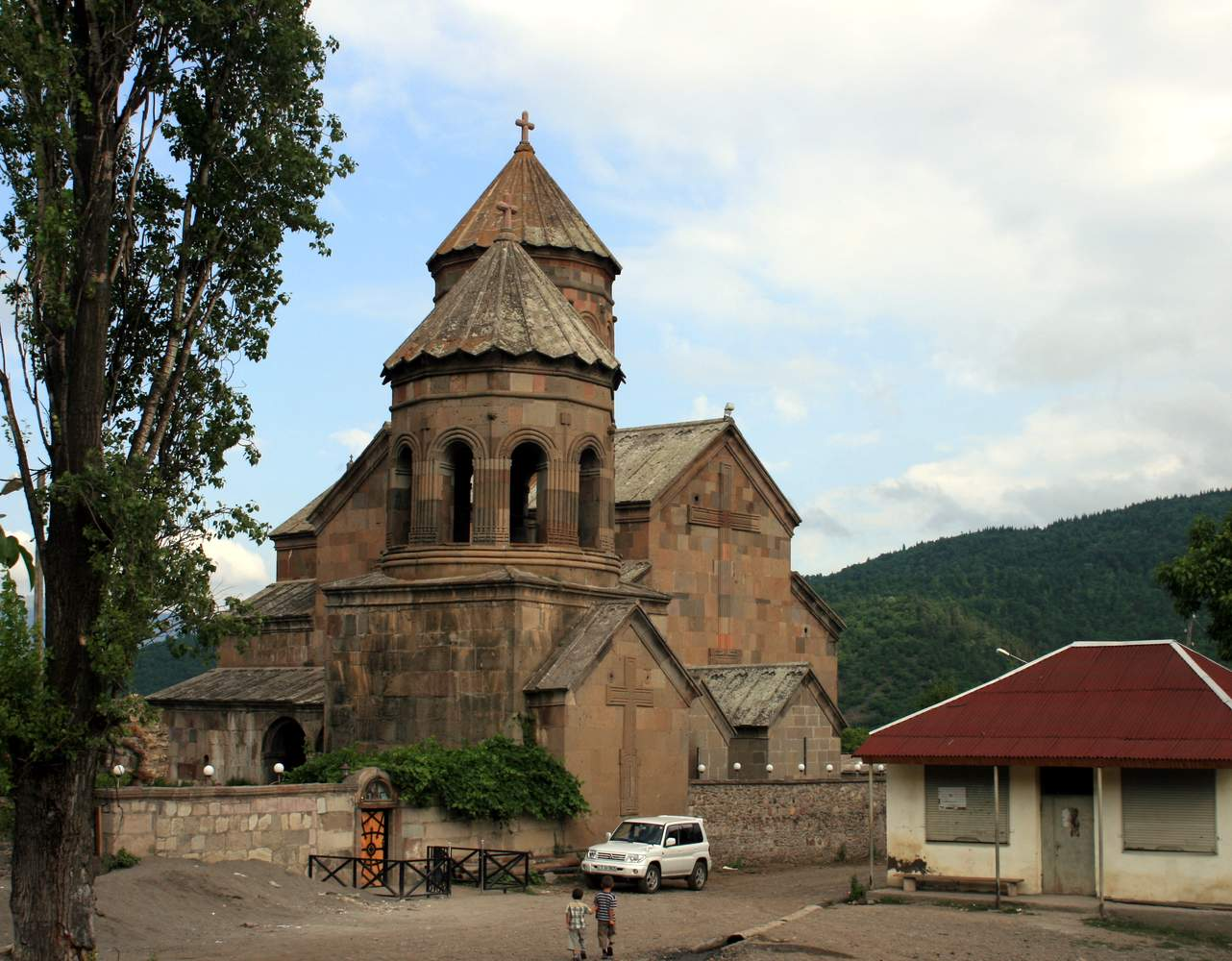
Hauptkirche des Klosters vom Anfang des 14. Jahrhunderts

Das Sarsma-Kloster (georgisch ზარზმის მონასტერი, zɑrzmɪs mɔnɑstʼɛrɪ) ist ein orthodoxes georgisches Kloster in der Region Samzche-Dschawachetien in Georgien. Es liegt im gleichnamigen Dorf und wurde zwischen dem 6. und 9. Jahrhundert gegründet. Das in einer Handschrift aus dem Kloster Opiza überlieferte mittelalterliche Geschichtswerk „Das Leben des Serapion von Sarsma“ erwähnt den Mönch Serapion als Gründer.
Das älteste, in Ruinen erhaltene Bauwerk ist eine Kapelle aus dem 10. Jahrhundert. Die übrigen Gebäude stammen vom Anfang des 14. Jahrhunderts. Zu der Anlage gehören neben der Hauptkirche ein freistehender Glockenturm, zwei kleinere Kirchen, drei Kapellen und ein Brunnen. Die große Kreuzkuppelkirche ließ Bekas I., Fürst von Samzche und Großvater von Georg V. vor 1308 errichten. Sie enthält Wandmalereien aus dem 14. Jahrhundert, erwähnenswert sind die überlebensgroßen Gestalten der Samzche-Fürsten Sargis I., Bekas I. und dessen Söhne.